# باند ال

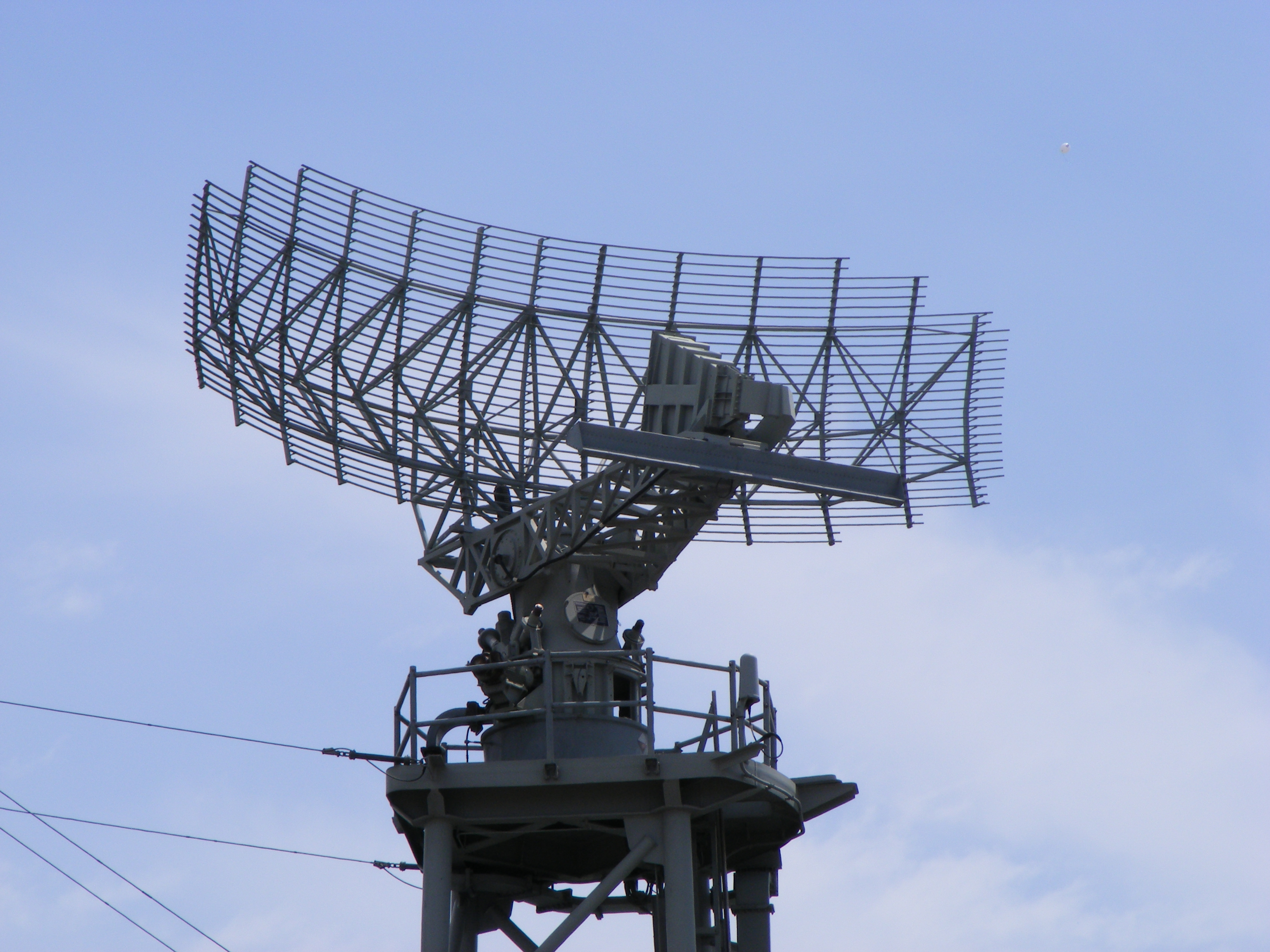
باند ال

باند ال (انگلیسی: L band) بر پایه تعریف مؤسسه مهندسان برق و الکترونیک به بازه بسامد ۱ تا ۲ گیگاهرتز (GHz) طیف رادیویی گفته می‌شود.